# George Pușcaș
George Pușcaș (né le 8 avril 1996 à Marghita, Roumanie) est un footballeur international roumain qui évolue au poste d'attaquant au Bodrum FK.

## Biographie

### Carrière en club
Il joue un match en Ligue Europa avec l'équipe de l'Inter Milan.

#### Reading FC (depuis 2019)
Le 7 août 2019, Pușcaș signe pour le Reading FC un contrat de cinq ans pour un montant de 8 millions d'euros plus 2 millions d'euros de bonus, devenant ainsi le transfert le plus cher de l'histoire du club anglais,.

#### Pise SC (depuis 2022)
Le 31 janvier 2022, Pușcaș retourne en Italie, rejoignant Pise en prêt avec une obligation d'achat en cas de promotion en Seria A.

### Carrière en sélection
Avec les espoirs, il inscrit huit buts lors des éliminatoires du championnat d'Europe espoirs, son équipe termine premier de son groupe et se qualifie pour le tournoi final en Italie. Le 18 juin 2019, il obtient le penalty à partir duquel il marque lors du premier match, une victoire 4-1 contre la Croatie au stade de Saint-Marin. Il marque de nouveau lors du match suivant contre l'Angleterre, dépassant Ion Luțu en tant que meilleur buteur des Tricolorii mici. Pușcaș a ensuite donné à la Roumanie une avance à la mi-temps après avoir marqué un doublé contre l'Allemagne en demi-finale, mais la Roumanie perd finalement le match 2–4.
Il joue son premier match en équipe de Roumanie le 31 mai 2018, en amical contre le Chili, en remplaçant George Țucudean à la 74e minute de jeu. Il effectue une passe décisive en faveur de Constantin Budescu, à la 84e, permettant à la Roumanie de l'emporter 3-2.
Il est retenu dans la liste des 26 joueurs roumains du sélectionneur Edward Iordănescu pour participer à l'Euro 2024.